# Зарічне (Шосткинський район)
Зарічне (до 2016 року — Свердлове) — селище в Україні, у Середино-Будській міській громаді Шосткинського району Сумської області. Населення становить 244 особи (2008). До 2020 року орган місцевого самоврядування — Середино-Будська міська рада.

## Географія
Селище Зарічне розташоване за 210 км від обласного центру та 68 км від районного центру. Примикає до міста Середина-Буда. Через селище проходить автошлях територіального значення Т 1908. Найближча залізнична станція — Зернове (за 2,8 км).

## Символіка
На гербі зображена єврейська золота мінора на блакитному тлі, під нею стиснуті руки на білому тлі. Герб символізує 23 єврейські родини, які об'єдналися і утворили село Зарічне. Блакитний колір також символізує річку і веде до назви села.

## Історія
Початок заснування селища поклали 23 Середино-Будські родини, які об'єдналися у 1929 році у національний єврейський колгосп імені Якова Свердлова. Новоутвореному колгоспу було виділено близько 412 га землі на західній околиці Середини-Буди, на якій колгоспники побудували корівник, свинарник, стайню, млин з механічним двигуном, молотарку й крупорушку. З часом поблизу них розбудувалося невелике поселення, яке було названо на честь більшовика Якова Свердлова.
Після німецько-радянської війни селище розрослося і нині включає до себе п'ять вулиць: Зелену, Зарічну, Ювілейну, Нову та Миру.
17 березня 2016 року, відповідно з Постановою Верховної Ради України № 1037-VIII, селище Свердлове перейменовано в  Зарічне.
12 червня 2020 року, в ході децентралізації, Середино-Будська міська рада об'єднана з Середино-Будською міською громадою.
19 липня 2020 року, в результаті адміністративно-територіальної реформи та ліквідації Середино-Будського району, село увійшло до складу Шосткинського району.
11 серпня 2024 року селище обстріляв агресор. Як повідомили в оперативному командуванні «Північ» зафіксовано 10 вибухів, ймовірно міномет 120 мм.  

## Населення
Чисельність населення:
| Дата            | 12.01.1989 | 05.12.2001 | 01.01.2008 |
| --------------- | ---------- | ---------- | ---------- |
| Кількість, осіб | 293        | 264        | 244        |